# Aotus zonalis
Aotus zonalis är ett däggdjur i släktet nattapor som förekommer främst i Panama. Populationen listades en längre tid som underart eller synonym till Aotus lemurinus och sedan början av 2000-talet godkänns den som art.

## Utseende
För en hona registrerades en vikt av 916 g och en hanne vägde 889 g. Storleksuppgifter saknas. Pälsens grundfärg är gråbrun i södra delen av utbredningsområdet och mer gråaktig i norra områden. Pälsen på ovansidan kan ha inslag av gul och undersidan är täckt av blek gulaktig päls. Jämförd med Aotus griseimembra är håren på händernas och fötternas ovansida ännu mörkare mörkbruna till svarta. Vita och svarta mönster i ansiktet bildar en mask.

## Utbredning
Utbredningsområdet ligger i Panama samt i departementet Chocó i norra Colombia. Kanske når arten södra Costa Rica. Habitatet utgörs av tropiska skogar i låglandet och i bergstrakter upp till 1000 meter över havet.

## Ekologi
Individerna är aktiva på natten och de klättrar främst i träd. Viloplatsen är oftast håligheter i träd. Ibland vaknar de på dagen och iakttar området. De äter främst frukter, blad och insekter. Troligtvis har vuxna exemplar även svampar och blommor som föda, liksom hos andra nattapor.
En hanne och en hona bildar ett monogamt par som lever ihop med ungarna. De har ett revir som markeras med urin och doftämnen. För arten är ingen speciell parningstid känd.

## Status
Skogsavverkningar är antagligen ett hot mot arten. IUCN saknar data angående beståndets storlek och listar Aotus zonalis med kunskapsbrist (DD).